# کایتاسووو
کایتاسووو (به صربی: Kajtasovo) یک منطقهٔ مسکونی در صربستان است که در Bela Crkva municipality واقع شده‌است. کایتاسووو ۲۸۷ نفر جمعیت دارد و ۶۶ متر بالاتر از سطح دریا واقع شده‌است.